# ثليث مخروطي
ثليث مخروطي أو حنضد أو سبط أو حنضاوي أو عجيربان أو قلام أو سبطة (الاسم العلمي:  Halocnemum strobilaceum)، نوع نبات مزهر من فُصيلة الإشنانيات وتنتمي إلى فصيلة القطيفية. موطنها الأصلي المناطق الساحلية للبحر الأبيض المتوسط وولاية البحر الأحمر وشبه الجزيرة العربية وأجزاء من الشرق الأوسط وآسيا الوسطى. تنمو في الأماكن الرملية المتملحة والسبخات الملحية.

## معرض صور

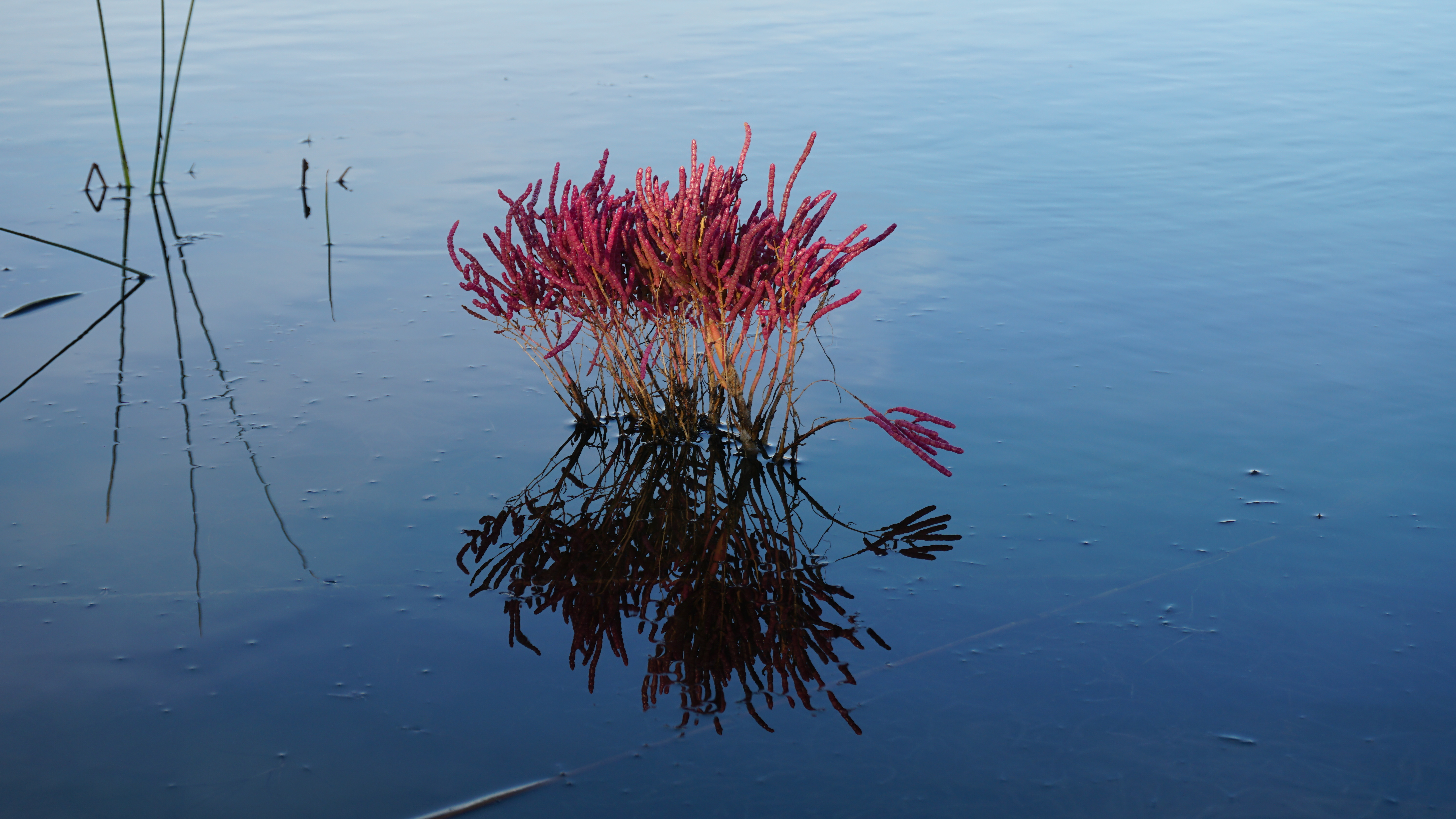
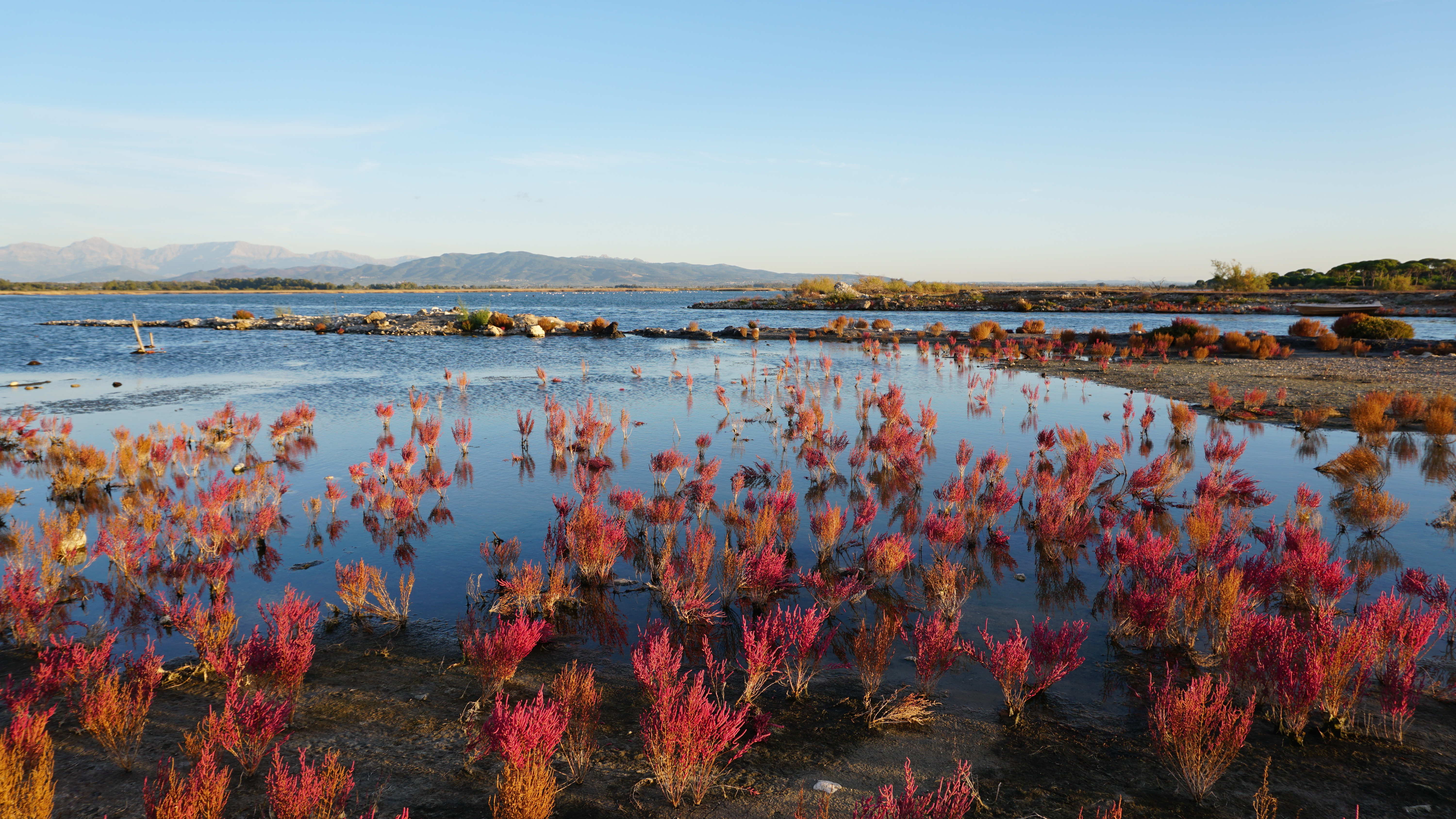
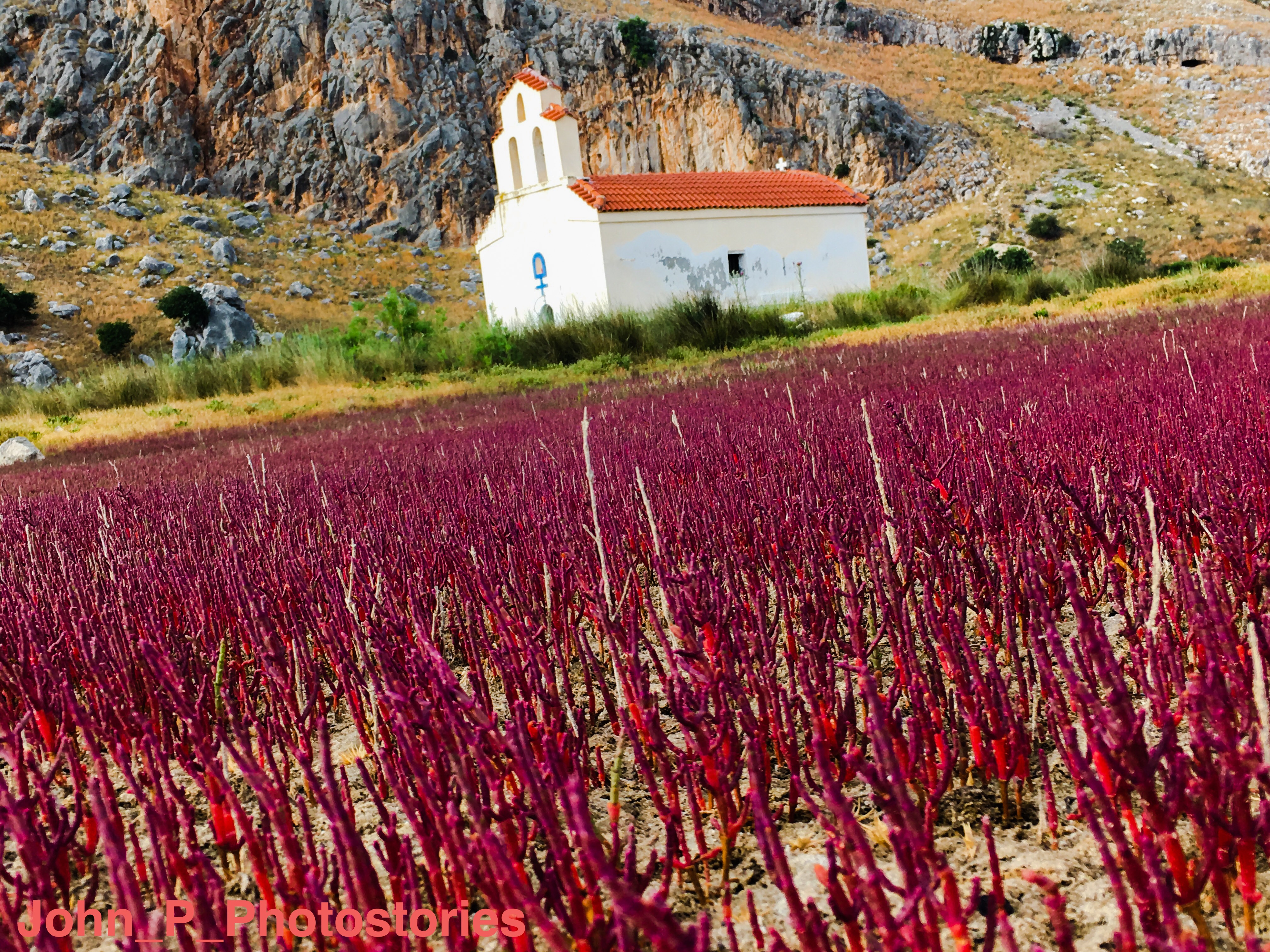